# Château (Saône-et-Loire)
Château település Franciaországban, Saône-et-Loire megyében. Lakosainak száma 232 fő (2022. január 1.). Château Bergesserin, Buffières, Cluny, Jalogny, Mazille és La Vineuse sur Fregande községekkel határos.

## Népesség
A település népességének változása:
| Lakosok száma | 262  | 231  | 236  | 219  | 223  | 228  | 233  | 230  | 232  |
|               | 2013 | 2015 | 2016 | 2017 | 2018 | 2019 | 2020 | 2021 | 2022 |